# Hymenoloma crispulum
Hymenoloma crispulum ist eine Laubmoos-Art aus der Familie Oncophoraceae. 

## Systematik
Die in der Vergangenheit als Dicranoweisia crispula (Hedw.) Milde benannte Art wurde erst in neuerer Zeit nach der von Frey, Fischer & Stech vorliegenden Systematik in die Gattung Hymenoloma transferiert und heißt nunmehr Hymenoloma crispulum.

## Merkmale
Hymenoloma crispulum bildet lockere, gelbgrüne bis schwarzgrüne und bis 4 Zentimeter hohe Polsterrasen. Die trocken gekräuselten, feucht aufrechten bis abstehenden Blätter sind aus der eiförmigen bis lanzettlichen Basis in eine lange Pfriemenspitze ausgezogen. Die Blattränder sind ganzrandig, flach oder aufrecht, die Rippe kurz austretend. Blattflügelzellen sind deutlich differenziert und vergrößert. Die Zellen im unteren Blattbereich sind verlängert rechteckig, im oberen Blattbereich mehr oder weniger quadratisch. Unter dem Mikroskop sind leistenartige Längsstreifen der Lamina zu erkennen.
Die Art fruchtet häufig. Die Kapsel auf der 1 bis 1,5 Zentimeter langen Seta ist aufrecht und länglich eiförmig, die Peristomzähne sind rötlich und ungeteilt. Sporenreifezeit ist im Frühjahr und Sommer.

## Standortansprüche und Verbreitung
Das Moos wächst auf Silikatgestein an sonnigen Standorten. In Mitteleuropa beschränken sich die Vorkommen auf Gebirgslagen. In den Alpen ist es recht verbreitet und gehört zu den am höchsten steigenden Moosen. Weiter im Norden in den borealen und arktischen Gebieten siedelt es auch in Tieflagen. Weltweit gibt es Vorkommen in Europa, Asien, Nord- und Südamerika und Neuseeland.